# Isis River (vattendrag i Australien, Queensland)
Isis River är ett vattendrag i Australien. Det ligger i delstaten Queensland, omkring 260 kilometer norr om delstatshuvudstaden Brisbane.
I omgivningarna runt Isis River växer huvudsakligen savannskog. Runt Isis River är det glesbefolkat, med 20 invånare per kvadratkilometer. Genomsnittlig årsnederbörd är 1 350 millimeter. Den regnigaste månaden är mars, med i genomsnitt 291 mm nederbörd, och den torraste är september, med 21 mm nederbörd.